# Mien Duchateau
Wilhelmina Maria Christina (Mien) Duchateau (Kampen, 9 november 1904 – Middelharnis, 28 april 1999) was een Nederlandse atlete, die zich had toegelegd op de 800 m. Ze nam in 1928 deel aan de Olympische Spelen.

## Loopbaan
Duchateau, die was aangesloten bij Te Werve in Rijswijk, maakte deel uit van de grote Nederlandse afvaardiging naar de Olympische Spelen in Amsterdam. Daar kwam ze uit op haar specialiteit, de 800 m, maar sneuvelde in de derde serie met een vierde tijd. Ook haar landgenotes Jo Mallon (Nederlands kampioene 1928, 1929, 1930) en Aat van Noort (Nederlands kampioene 1927) kwamen niet verder dan de series. Bij de interlandwedstrijden in Brussel, welke werden georganiseerd om de vrouwen internationale ervaring te laten opdoen, vlak voor de Spelen, behaalde ze een zesde plaats op de 800 m.
Mien Duchateau werkte bij Shell in Den Haag en trouwde later met W.C. Kuyper.